# Dan Jørgensen
Dan Jørgensen (ur. 12 czerwca 1975 w Odense) – duński polityk i politolog, poseł do Parlamentu Europejskiego VI i VII kadencji, minister (2013–2015, 2019–2024), członek Komisji Europejskiej (od 2023).

## Życiorys
Ukończył studia z zakresu nauk politycznych na University of Washington i na Uniwersytecie Aarhus. Pracował w departamencie analiz klubu parlamentarnego partii Socialdemokraterne. Publikował eseje poświęcone bieżącej polityce i sytuacji Unii Europejskiej.
W wyborach w 2004 z listy socjaldemokratów uzyskał mandat posła do Parlamentu Europejskiego. W 2009 skutecznie ubiegał się o reelekcję. W VII kadencji został wiceprzewodniczącym Komisji Ochrony Środowiska Naturalnego, Zdrowia Publicznego i Bezpieczeństwa Żywności.
W grudniu 2013 został ministrem rolnictwa, rybołówstwa i żywności w rządzie kierowanym przez Helle Thorning-Schmidt, odchodząc w związku z tym z PE. W lutym 2014 objął ten sam urząd w drugim gabinecie dotychczasowej premier. W czerwcu 2015 uzyskał mandat posła do Folketingetu, zakończył w tym samym miesiącu urzędowanie jako minister wraz z całym rządem.
W 2019 i 2022 był wybierany na kolejne kadencje duńskiego parlamentu. W czerwcu 2019 został ministrem ds. klimatu, energii i zaopatrzenia w rządzie Mette Frederiksen. W grudniu 2022 w jej drugim gabinecie objął natomiast urząd ministra ds. pomocy rozwojowej i globalnej polityki klimatycznej. Funkcję tę sprawował do sierpnia 2024; wcześniej w tym samym miesiącu został wskazany jako duński kandydat na członka tworzonej wówczas Komisji Europejskiej. Dołączył do nowej KE kierowanej przez Ursulę von der Leyen (z kadencją od 1 grudnia 2024) jako komisarz do spraw energii i mieszkalnictwa.

## Odznaczenia
- Order „Za zasługi” I klasy (Ukraina, 2023)[10]